# Oschatzia saxifraga
Oschatzia saxifraga är en flockblommig växtart som beskrevs av Wilhelm Gerhard Walpers. Oschatzia saxifraga ingår i släktet Oschatzia och familjen flockblommiga växter. Inga underarter finns listade i Catalogue of Life.